# Davilla
Davilla är ett släkte av tvåhjärtbladiga växter. Davilla ingår i familjen Dilleniaceae.

## Bildgalleri

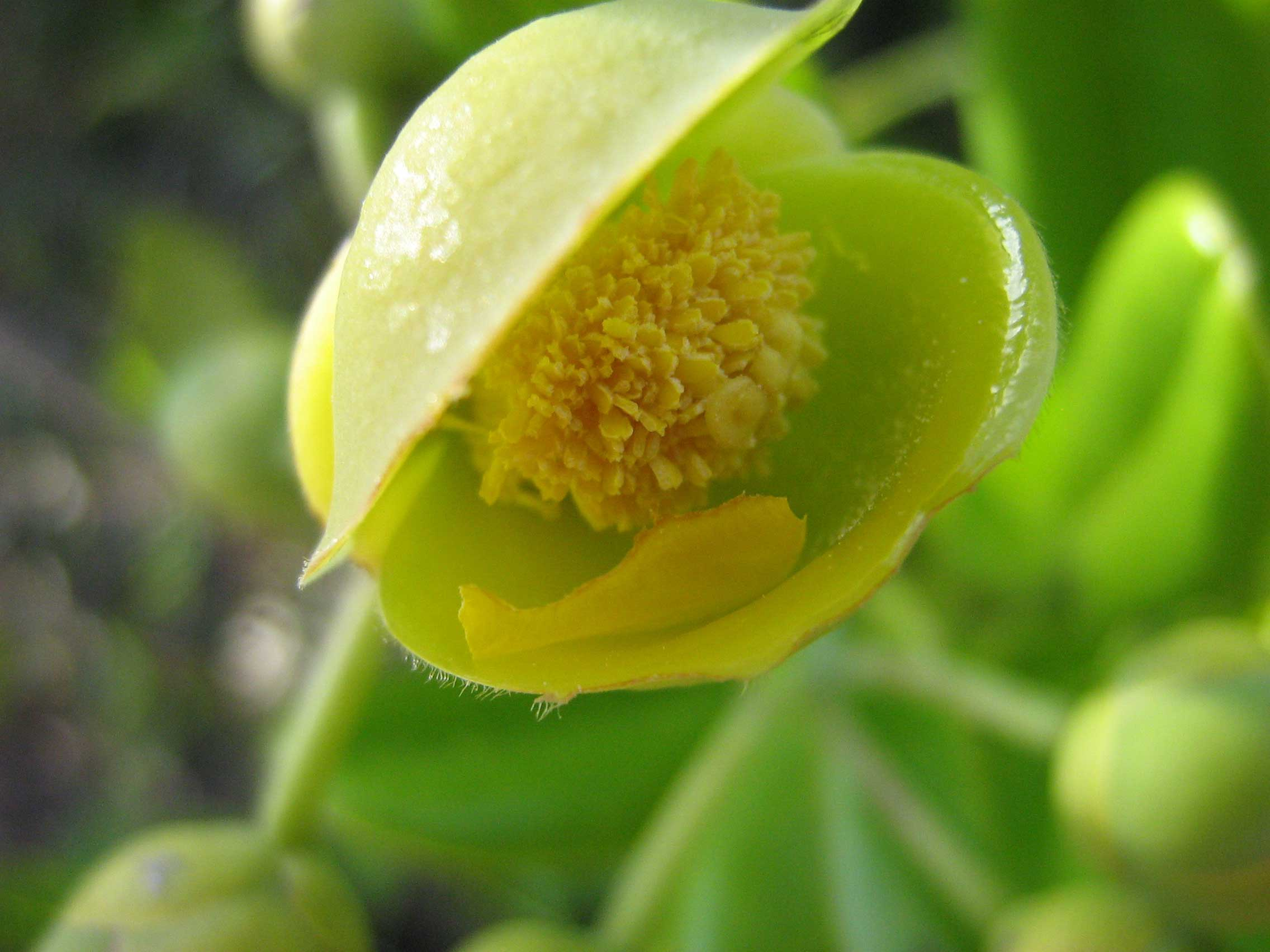

## Dottertaxa tillDavilla, i alfabetisk ordning[1]
- Davilla alata
- Davilla angustifolia
- Davilla aymardii
- Davilla bahiana
- Davilla bilobata
- Davilla cearensis
- Davilla cuatrecasasii
- Davilla cuspidulata
- Davilla elliptica
- Davilla emarginata
- Davilla flexuosa
- Davilla glabrata
- Davilla glaziovii
- Davilla grandiflora
- Davilla grandifolia
- Davilla kubitzkii
- Davilla kunthii
- Davilla lacunosa
- Davilla lanosa
- Davilla latifolia
- Davilla macrocarpa
- Davilla microcalyx
- Davilla minutifolia
- Davilla morii
- Davilla neei
- Davilla nitida
- Davilla papyracea
- Davilla pedicellaris
- Davilla rugosa
- Davilla sellowiana
- Davilla sessilifolia
- Davilla steyermarkii
- Davilla strigosa